# Parapercis natator
Parapercis natator är en fiskart som beskrevs av Randall, Senou och Yoshino 2008. Parapercis natator ingår i släktet Parapercis och familjen Pinguipedidae. Inga underarter finns listade i Catalogue of Life.